# 龙中乡
龙中乡（藏語：ལུང་རོང་），是中华人民共和国西藏自治区日喀则市岗巴县下辖的一个乡镇级行政单位。

## 行政区划
龙中乡下辖以下地区：
德强村、龙中村、贡措村、塔杰村、吾孜村、查那村、色康村和当嗄村。